# Lillian Watson
Lillian Watson (Harrow, 17 settembre 1857 – Berkswell, 27 maggio 1918) è stata una tennista britannica.
Sorella di Maud Watson, la prima donna a vincere il Torneo di Wimbledon. Nel 1884 raggiunge la finale di Wimbledon dove viene sconfitta da sua sorella Maud. È stata la prima partita tra sorelle nella storia di Wimbledon. Nel 1885 viene sconfitta a Wimbledon al primo turno e nella sua ultima presenza al torneo londinese, nel 1886, raggiunge le semifinali venendo sconfitta da Blanche Bingley, che diviene campionessa in quell'anno.